# Cardiocondyla zoserka
Cardiocondyla zoserka är en myrart som beskrevs av Bolton 1982. Cardiocondyla zoserka ingår i släktet Cardiocondyla och familjen myror. IUCN kategoriserar arten globalt som sårbar. Inga underarter finns listade.